# Кендал Франсоа
Кендал Франсоа (енгл. Kendall Francois; Покипси, 26. јул 1971 — Олден, 11. септембар 2014) био је амерички серијски убица осуђен за убиство осам жена у распону између 1996. и 1998. године. Осуђен је на доживотни затвор у Казнено-поправни завод Венде у граду Олден. Тамо је и умро 11. септембра 2014. године наводно од природне смрти.

## Жртве
| Име и презиме       | Старост | Датум смрти    |
| ------------------- | ------- | -------------- |
| Венди Мејерс        | 30      | Октобар 1996.  |
| Гина Бароне         | 29      | Новембар 1996. |
| Катерин Марш        | 31      | Новембар 1996. |
| Кетлин Харлеј       | 47      | Јануар 1997.   |
| Мери Хилеј Жијаконе | 29      | Новембар 1997. |
| Сандра Жан Френч    | 51      | Јун 1998.      |
| Аудреј Пуглис       | 34      | Август 1998.   |
| Катина Њумастер     | 25      | Август 1998    |

## Суђење и казна
Ухапшен је 2. септембра 1998. године. Два дана после, оптужен је за убиство Катине Њумастер. Дана 9. септембра се појавио на суду. На питање којим је требало да призна убиства, одговорио је са нисам крив. Месец дана касније, 13. октобра оптужен је за осам тачака убиства првог степена, 8 тачака убиства другог степена, и за покушај убиства.
Законом Њујоркшка државе, окружни тужилац је добио могућност спровођења смртне казне за убиство првог степена.
Дана 11. августа 2000. године, судија Томас Долан је Кендала осудио на доживотни затвор без могућности помиловања. Затворен је у Поправном дому Атика.